# سبزآبی
سبزآبی رنگی بین آبی و سبز و وابسته به خانواده فیروزه‌ای است.

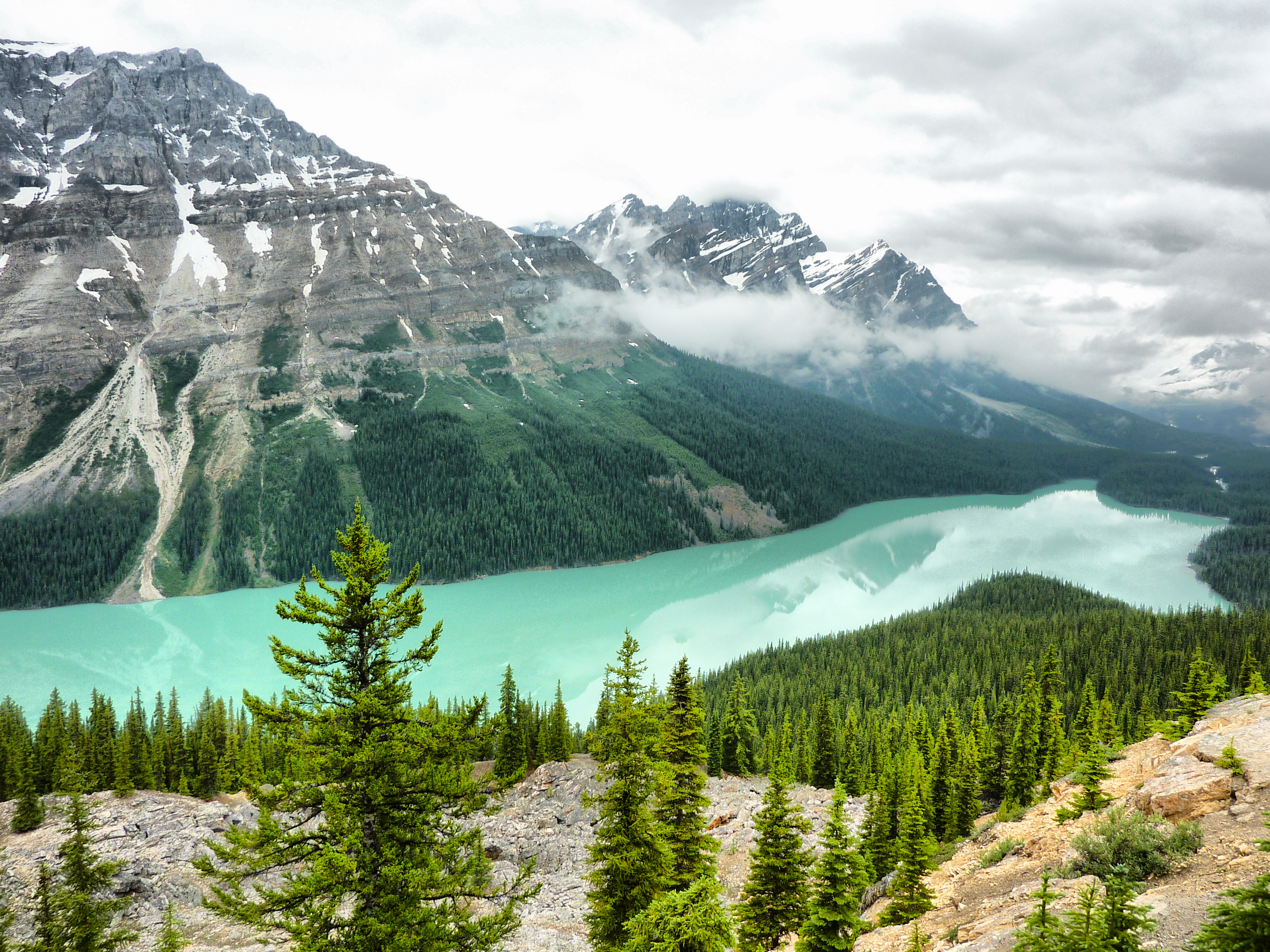
یک دریاچه توسط پودر یخبندان به رنگ سبزآبی درآمد.

- جلبک‌های سبزآبی دسته‌ای از باکتری‌ها هستند که انرژی خود را از طریق فتوسنتز به دست می‌آورند.
- دوشیزه‌ماهی سبزآبی یکی از گونه‌های دوشیزه‌ماهی است.
- پودر یخبندان، سنگ پودرشده، می‌تواند دریاچه را به رنگ سبزآبی تبدیل کند.